# Јан Бженковски
Јан Бженковски (пољ. Jan Brzękowski; Нови Виснич, 18. децембар 1903 — Париз, 3. септембра 1983) је био пољски песник, прозни писац и есејиста, сарадник „Скретнице“ и „Линије“, уредник часописа „Савремена уметност“. Од 1928. године живео је у Француској, где се дружио са низом авангардних писаца и сликара. У Пољској је као и Јулијан Пшибош био близак са сликарима из Групе а.р. Из љубави према модерној уметности сакупио је импозантну колекцију дела највећих уметника XX века, коју је завештао Народном музеју у Кракову. Поезију је писао и на француском језику. Био је песник савремене цивилизације. Своју уметност темељио је на машти, слободним асоцијацијама, сновима, психоанализи. Био је ближи надреализму него конструктивизму.
Објавио је следеће збирке песама: „Дамари“, „На катоди“ (пољ. Na katodzie), „У другој особи“ (пољ. W drugiej osobie), „Стиснута уста“, „Одисеје“ (пољ. Odyseje), „Сусрети коначних ствари“, „Нова Космогонија“; романе: „Психоаналитичар на путовању“ (пољ. Psychoanalityk w podróży), „24 љубавника Пердиде Лост“ (пољ. 24 kochanków Pedridy Loost); сећања, есеје, критике: „У Кракову и у Паризу“, „Интегрална поезија“ (пољ. Poezja integralna), „Живот у времену“ (пољ. Życie w czasie), „Ослобођена машта“.